# Heinrich Mack

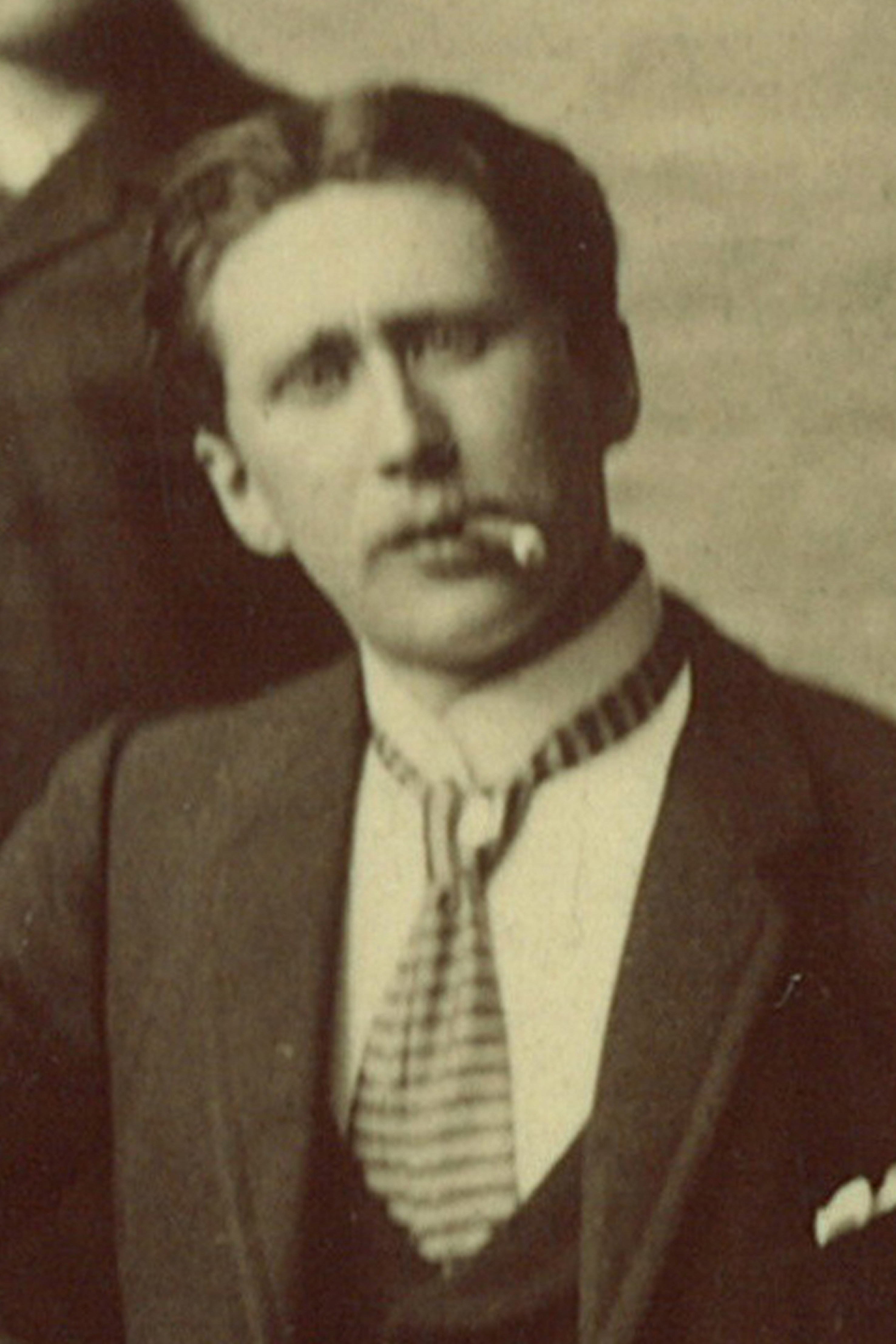
Heinrich Mack 1892 (Ausschnitt eines Gruppenfotos der Schülerverbindung des Herzoglichen Neuen Gymnasiums zu Braunschweig)

Heinrich Mack (* 27. Januar 1867 in Braunschweig; † 18. September 1945 in Halberstadt) war ein deutscher Historiker und Direktor des Braunschweiger Stadtarchivs und der Stadtbibliothek.

## Leben
Der Sohn des aus einer alten Braunschweiger Familie stammenden Oberlehrers Robert Mack und dessen Ehefrau Elisabeth Grégoire besuchte bis 1885 das Martino-Katharineum. Er studierte Geschichte, Altphilologie und Geographie an den Universitäten Heidelberg und Berlin, wo er 1889 zum Dr. phil. promoviert wurde. 

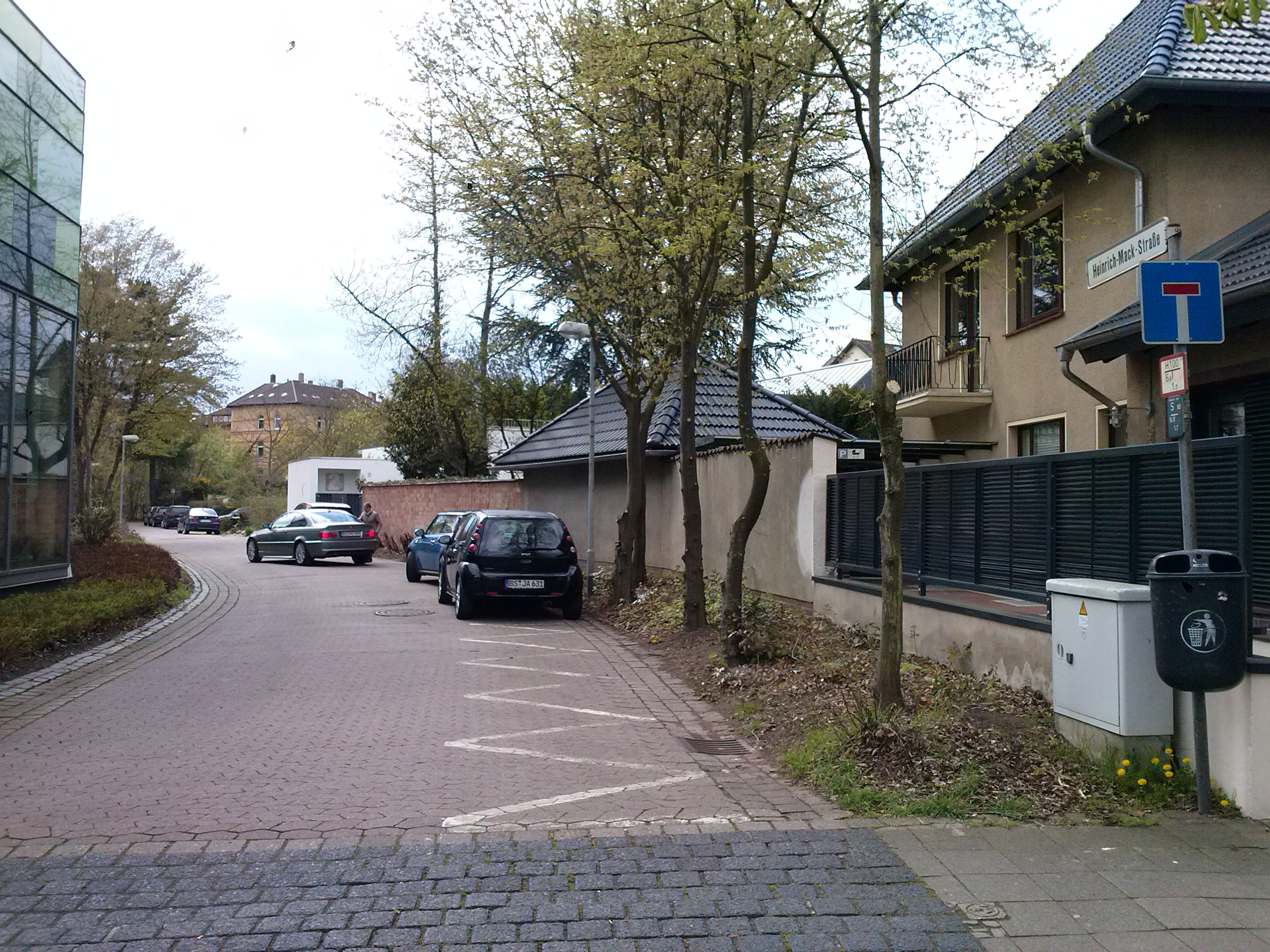
Blick vom Wilhelmitorwall in die Heinrich-Mack-Straße

 Ab Neujahr 1891 leistete er erfolgreich das gesetzlich vorgeschriebene Probejahr am Herzoglichen Neuen Gymnasium zu Braunschweig ab und unterrichtete dort anschließend noch zeitweilig in Vertretung bis zum 16. August 1892. Michaelis 1893 trat er erneut in das Lehrerkollegium des Wilhelm-Gymnasiums ein, um dort als Hilfslehrer zu unterrichten. Mack hatte bereits seit 1890 im Braunschweiger Stadtarchiv die Erstellung eines Inventars der Hanseakten des 16. und 17. Jahrhunderts bearbeitet und beendete Ostern 1895 seine Lehrerlaufbahn, um als Hilfsarchivar in den städtischen Dienst zu treten. Nach seiner Beförderung zum Archivar im Jahre 1899 übernahm er 1904 die Nachfolge Hänselmanns als Leiter von Stadtarchiv und Stadtbibliothek. Im Jahre 1910 erfolgte der Umzug von Stadtarchiv und Stadtbibliothek in den von Stadtbaumeister Osterloh geschaffenen Neubau am Steintorwall. Im selben Jahr erhielt Mack durch den Regenten Johann Albrecht zu Mecklenburg den Titel eines Professors. Im Jahre 1934 ging er in den Ruhestand.
Mack war seit 1912 verheiratet mit Elisabeth Wedde, mit der er drei Kinder hatte, darunter Dietrich Mack, langjähriger Direktor des Braunschweiger Wilhelm-Gymnasiums.
Nach ihm ist seit 1968 die Heinrich-Mack-Straße in der Braunschweiger Innenstadt benannt.

## Werk
Wichtige Publikationen sind Band 3 (1905) und 4 (1912) des Urkundenbuches der Stadt Braunschweig, außerdem:
- Heinrich Mack (Hrsg.): Carl Friedrich Gauß und die Seinen. Festschrift zu seinem 150. Geburtstage. Appelhans, Braunschweig 1927.

Mack war in verschiedenen historischen Vereinigungen und Gremien tätig. 1925 gehörte er zu den Mitbegründern des „Braunschweiger Genealogischen Abends“.